# Ioan Branga
Ioan Branga (n. 1863, Poiana Sibiului, comitatul Sibiu, Regatul Ungariei  - d. 1936, Orăștie, Regatul României) a fost delegat al Reuniunii învățătorilor din comitatul Hunedoara la Marea Adunare Națională de la Alba Iulia din 1 decembrie 1918.

## Biografie
A urmat Școala primară și Gimnaziul Institulul Pedagogic din Sibiu.
A fost învățător în Orăștie, unde a depus o vastă activitate culturală: a reorganizat vechiul cor și a înființat Reuniunea de cântări. Ioan Branga a participat cu formația corală la marele festival coral de la București din 1906.